# NGC 79
NGC 79 (ook wel PGC 1340, MCG 4-2-3, ZWG 479.3 of NPM1G +22.0015) is een elliptisch sterrenstelsel in het sterrenbeeld Andromeda.
NGC 79 werd op 14 november 1884 ontdekt door de Franse astronoom Guillaume Bigourdan.